# Fritz Heidenreich
Fritz Heidenreich (* 4. Mai 1895 in Mering, Landkreis Aichach-Friedberg; † 5. Januar 1966 in Selb, Landkreis Wunsiedel) war ein deutscher Porzellanbildner und beschäftigte sich vornehmlich mit Kleinplastiken und als Keramiker. 
Fritz Heidenreich war der Sohn des Hafners Johann Heidenreich in Auerbach in der Oberpfalz und dessen Frau Cäcilie geb. Ludwig in Mering bei Friedberg. 1897 zog Familie Johann Heidenreich wieder zurück nach Auerbach und wohnte dort im „Staffelhafnerhaus“ Nr. 152, wo Fritz auch aufwuchs.
Heidenreich arbeitete von 1919 bis 1960 für den Porzellanhersteller Rosenthal und war bekannt für seine Darstellungen von Waldtieren und Vögeln. In der Zeit des Nationalsozialismus war Heidenreich Mitglied der Reichskammer der bildenden Künste. Er war u. a. von 1939 bis 1943 auf allen Großen Deutschen Kunstausstellungen in München mit 16 Tierplastiken vertreten. 1937 errang er auf der Weltausstellung in Paris den Grand Prix für seine Fischgruppe Scalare. Heute noch produziert wird die Orchideenvase „Schwangere Luise“ nach seinem Entwurf von 1950.
Ab 1946 war Heidenreich Betriebsleiter der Kunstabteilung von Rosenthal in Selb. 